# Estación Urdaneta (Metro de Maracaibo)
La Estación Urdaneta es la quinta estación que forma parte de primera etapa de la línea 1 del sistema de transporte masivo Metro de Maracaibo. Fue inaugurada formalmente en junio del 2009. Se encuentra en la Avenida Sabaneta, en el sureste de la Ciudad de Maracaibo, Venezuela.
Es la primera estación elevada del sistema con dos pisos de altura, siendo el primero de acceso, venta de tarjetas electromagnéticas y movilización de pasajeros; mientras que el segundo es de embarque y desembarque de los trenes. Al ser la segunda estación más grande del sistema actualmente, junto a la Estación Libertador, también funciona como sede para exposiciones, albergando la 1.ª Exposición Metros de Ciudad, en agosto de 2009, siendo una muestra fotográfica de la ciudad a través del Metro.
En febrero de 2015, las autoridades del Metro reportaron que la estación fue víctima de actos de vandalismo, por medio de ataques con piedras y botellas. En julio de ese mismo año, se inauguraría una nueva ruta del Bus MetroMara, partiendo de la estación Urdaneta. Dicha ruta tiene como destino el sector Cuatricentenario y recorre además sectores como: Socorro, Los Claveles, La Pastora, San Miguel, parte de la Circunvalación 2, Raul Leoni, entre otros. 